# La Prétière
La Prétière ist eine französische Gemeinde mit 160 Einwohnern (Stand: 1. Januar 2022) im Département Doubs in der Region Bourgogne-Franche-Comté.

## Geographie
La Prétière liegt auf 297 m, zwei Kilometer östlich von L’Isle-sur-le-Doubs und etwa 16 Kilometer westsüdwestlich der Stadt Montbéliard (Luftlinie). Das Dorf erstreckt sich leicht erhöht am östlichen Talrand des Doubs, der hier eine große Schleife nach Süden zeichnet, am Nordrand der äußersten Höhenzüge des Juras.
Die Fläche des 2,71 km² großen Gemeindegebiets umfasst einen Abschnitt des Doubstals. Die westliche Grenze verläuft entlang dem Doubs, der hier in einer ungefähr ein Kilometer breiten flachen Talniederung nach Norden fließt und von der Wasserstraße des Rhein-Rhône-Kanals begleitet wird. Vom Flusslauf erstreckt sich das Gemeindeareal ostwärts über die Talaue bis auf die Anhöhe von Châtelot, die von Norden her in den Doubsbogen hinausreicht (330 m). Mit einem schmalen Zipfel reicht der Gemeindeboden nach Norden in das angrenzende gewellte Hügelland. Im Bois de Cugnot wird mit 431 m die höchste Erhebung von La Prétière erreicht.
Nachbargemeinden von La Prétière sind Médière und Beutal im Norden, Longevelle-sur-Doubs im Osten, Blussangeaux und Blussans im Süden sowie L’Isle-sur-le-Doubs im Westen.

## Geschichte
Im Mittelalter gehörte La Prétière zur Herrschaft L’Isle-sur-le-Doubs. Zusammen mit der Franche-Comté gelangte das Dorf mit dem Frieden von Nimwegen 1678 an Frankreich. 1944 war La Prétière Schauplatz von Gefechten zwischen der Résistance und den deutschen Truppen. Heute ist La Prétière Teil des Gemeindeverbandes Deux Vallées Vertes.

## Bevölkerung
| Jahr                       | 1962 | 1968 | 1975 | 1982 | 1990 | 1999 | 2005 | 2018 |
| Einwohner                  | 161  | 134  | 136  | 158  | 149  | 137  | 155  | 157  |
| Quellen: Cassini und INSEE |      |      |      |      |      |      |      |      |

Mit 160 Einwohnern (Stand 1. Januar 2022) gehört La Prétière zu den kleinen Gemeinden des Départements Doubs. Während des gesamten 20. Jahrhunderts pendelte die Einwohnerzahl stets im Bereich zwischen 100 und 160 Personen.

## Wirtschaft und Infrastruktur
La Prétière war bis weit ins 20. Jahrhundert hinein ein vorwiegend durch die Landwirtschaft (Ackerbau, Obstbau und Viehzucht) und die Forstwirtschaft geprägtes Dorf. Daneben gibt es heute einige Betriebe des lokalen Kleingewerbes. La Prétière ist Standort eines Wasserkraftwerks. Mittlerweile hat sich das Dorf auch zu einer Wohngemeinde gewandelt. Viele Erwerbstätige sind deshalb Wegpendler, die in den größeren Ortschaften der Umgebung und in der Agglomeration Montbéliard ihrer Arbeit nachgehen.
Die Ortschaft ist verkehrstechnisch gut erschlossen. Sie liegt nahe der Hauptstraße N 463, die von Montbéliard nach L’Isle-sur-le-Doubs führt. Der nächste Anschluss an die Autobahn A 36 befindet sich in einer Entfernung von ungefähr elf Kilometern. Eine weitere Straßenverbindung besteht mit Blussangeaux.